# Спекулум
Спекулум је медицински инструмент за испитивање телесних отвора, чији облик зависи од отвора за који је дизајниран. У старим текстовима, спекулум се  назива  диоптрија или диоптра.
Спекулум сличне наме као ендоскоп који омогућава поглед унутар тела, стом разликом да ендоскоп обично има  оптику, док је спекулум намењен директном гледању.

## Историја
Вагиналне и аналне спекуле су користили још стари Грци и Римљани, што потврђују артефакти спекулума пронађени у Помпејима.  Савремени вагинални спекулум, који је развио Ј. Марион Симс,  лекар на плантажи у округу Ланкастер, у Сједињеним Америчким  Државе између 1845. и 1849. године. Он се састојао  од шупљег цилиндра са заобљеним крајем који је подељен на два зглобна дела (нешто као кљун патке). Овај спекулум Симс је убацивао у вагину да би је проширио и тако омогућио преглед вагине и грлића материце. Симс је овим инструментом извео на десетине експерименталнх операција, без анестезије, на најмање 12 жена ропкиња. У овим експериментима, Симс је развио технику за лечење фистуле и у том процесу конструисао спекулум познат као пачји кљуна. Ови експерименти и развој спекулума , који се није много разликовао од данашњих, навели су неке да Симса сматрају „оцем модерне гинекологије“. 
До 1860-их, спекулеуми су уведени у праксу прво у кривичном правосуђу у Великој Британији. На то је утицао Закону о заразним болестима у Великој Британији, по коме су прегледи грлића материце били су обавезни за све жене осуђене за проституцију.  
У 19. веку, употреба спекулума се генерално избегавала у медицинској пракси, а већина вагиналних стања је дијагностикована кроз симптоме или палпацију абдомена. Многи практичари су сматрали њихову употребу неморалном и радије су постављали дијагнозу палпацијом абдомена. Све до 1910-их године, лекари су веровали да је вагинални спекулум инфериоран у односу на „додир“. 
Ограничена употреба спекулума  се наставила и почетком 20. века све док спекулум није постао уобичајен у гинеколошкој пракси. Често су медицинске сестре играле главну улогу у обезбеђивању правилне употребе спекулума током медицинских прегледа. Наиме према вишетомном гинеколошком текста за медицинске сестре из 1946. и 1956. године медицинске сестре су биле обавезне да присутвују током прегледа како би заштитиле и пацијента и лекара од „уцене“.  Како су од 2015. године, око 85% гинеколога жене, каоао резултат ове демографске промене, промениле су се и процедуре око коришћења спекулума.

## Конструкција
Спекулуми су направљене од стакла или метала, односно нерђајућег челика што омогућава њихову стерилизацију између употребе. Почев од 21. веку, многи спекулуми (посебно они који се користе у одељењима хитне помоћи и лекарским ординацијама) направљене су од пластике и намењени су за једнократну употребу. Они који се данас користе у хируршким апартманима и даље су обично направљени од нерђајућег челика.

## Врсте
Спекулуми долазе у различитим облицима у зависности од њихове намене и различитих су облика и величина, како би у зависности од намене омогућавали оператеру директну визуални преглед подручја од интереса и и омогућили увођења инструмената за даље интервенције (нпр. као што је биопсија).

### Вагинални спекулуми
Најчешћи спекули који се користе у гинеколошкој пракси су вагинални спекулуми различите величине са две лопатице на шаркама , како би се у затворенеом стању олакшао његов улазак у вакину,  а потом у свом коначном положају отворио и завртњем фиксирао, тако да је оператер ослобођен од држање лопатица одвојено. 
Специјализовани облик вагиналног спекулума је пондерисани спекулум, који се састоји од широке полуцеви која је савијена под углом од око 90 степени, са каналом цеви на спољној страни угла. Један крај цеви има отприлике сферичну металну тежину која окружује канал спекулума. Утегнути спекулум се поставља у вагину током вагиналне операције са пацијентом у положају литотомије . Тежина држи спекулум на месту и ослобађа руке хирурга за друге задатке. Вагинални спекулум се такође користи у третманима лечења неплодности, посебно у вештачкој оплодњи, и омогућава да се вагинална шупљина отвори и посматра, чиме се олакшава депоновање сперме у вагину.